# 스키테일
고대 그리스의 역사학자 플루타르크에 따르면 약 2,500년 전 그리스 지역의 옛 나라인 스파르타에서는 전쟁터에 나가있는 군대에 비밀메시지를 전할 때 암호를 사용했다. 이들의 암호는 세월이 흐른 후 오늘날의 시각에서 보면 민간인도 금세 알아차릴수 있을 정도로 매우 간단하다. 하지만 그때 당시로서는 아무나 쉽게 암호문을 열어 볼수 없는, 아주 교묘하고도 획기적인 방법이었다. 이때 사용한 암호화방법은 스키테일(Scytale)암호라 하고 당시의 전쟁터에선 다음과 같은 방법으로 암호화하였다.
1. 전쟁터에 나갈 군대와 본국에 남아있는 정부는 각자, 스키테일(Scytale)이라고 하는 굵기의 원통형 막대기를 나누어 갖는다.
2. 비밀리에 보내야 할 메시지가 생기면, 본국 정부의 암호 담당자는 스키테일에 가느다란 양피지 리본을 위에서 아래로 감은 다음 옆으로 메시지를 적는다.[2]
3. 리본을 풀어내어 펼치면 메시지의 내용은 아무나 읽을 수 없게 된다..
4. 전쟁터에 나가있는 오로지 같은 굵기의 원통막대기를 가진 사람만이 메시지를 읽을 수 있다.

## 유래
사실상 역사상 가장 오래된 암호로 기원전 450년 경 그리스인들이 고안해 낸 암호이다. 당시 그리스 도시국가에서는 제독이나 장군을 다른 지역에 파견할 때 길이와 굵기가 같은 2개의 나무봉을 만들어 하나는 본부에 두었고 나머지 하나는 파견인에게 주었다.
이 나무봉에 종이테이프를 서로 겹치지 않도록 감아올린 뒤 그 위에 가로로 글씨를 쓴다. 테이프를 풀어 세로로 길게 늘어선 글을 읽으면 무슨 뜻인지 전혀 알 수 없다. 하지만 풀어진 테이프의 해독을 위해 같은 크기의 나무봉에 감아 가로로 글을 읽으면 비로소 내용이 드러난다.
이 나무봉을 스키테일(scytale)이라 불렀기 때문에 ‘스키테일 암호’라 부른다.

## 원리
평범한 일정한 너비의 종이테이프를 원통(막대)에 서로 겹치지 않도록 감아, 테이프 위에 세로쓰기로 통신문을 기입하는 방식이며, 테이프를 풀어 보아서는 내용을 전혀 판독할 수 없으나, 통신문을 기록할 때 사용한 것과 생김새가 같고 동일한 지름을 가진 원통에 감아보면 내용을 읽을 수 있게 고안되었다

## 같이 보기
- 시저 암호
- 폴리비오스의 암호표
- 암호학
- 암호
- 치환 암호
- 스파르타